# Clairmarais
Clairmarais település Franciaországban, Pas-de-Calais megyében. Lakosainak száma 579 fő (2022. január 1.). Clairmarais Noordpeene, Saint-Omer, Bavinchove, Nieurlet, Renescure, Zuytpeene és Arques községekkel határos.

## Népesség
A település népességének változása:
| Lakosok száma | 633  | 637  | 658  | 624  | 615  | 606  | 600  | 587  | 579  |
|               | 2013 | 2015 | 2016 | 2017 | 2018 | 2019 | 2020 | 2021 | 2022 |